# 东起乡
东起乡，是中华人民共和国广西壮族自治区柳州市融安县下辖的一个乡镇级行政单位。

## 行政区划
东起乡下辖以下地区：
红日村、良村、长丰村、安太村和崖脚村。